# 特鲁叙尔
特鲁叙尔（法語：Troussures，法語發音：[tʁusyʁ]）是法国瓦兹省的一个旧市镇，属于博韦区。2017年，特鲁叙尔与市镇欧讷伊合并为新的欧讷伊。

## 地理
特鲁叙尔（49°23'21"N, 1°58'21"E）面积5.18 平方千米，位于法国上法蘭西大區瓦兹省，该省份为法国北部内陆省份，北起索姆省，西接厄尔省和滨海塞纳省，南至塞纳-马恩省和瓦兹河谷省，东临埃纳省。
与特鲁叙尔接壤的市镇（或旧市镇、城区）包括：欧讷伊、拉乌苏瓦、兰维莱尔、勒沃鲁、维莱圣巴泰勒米。

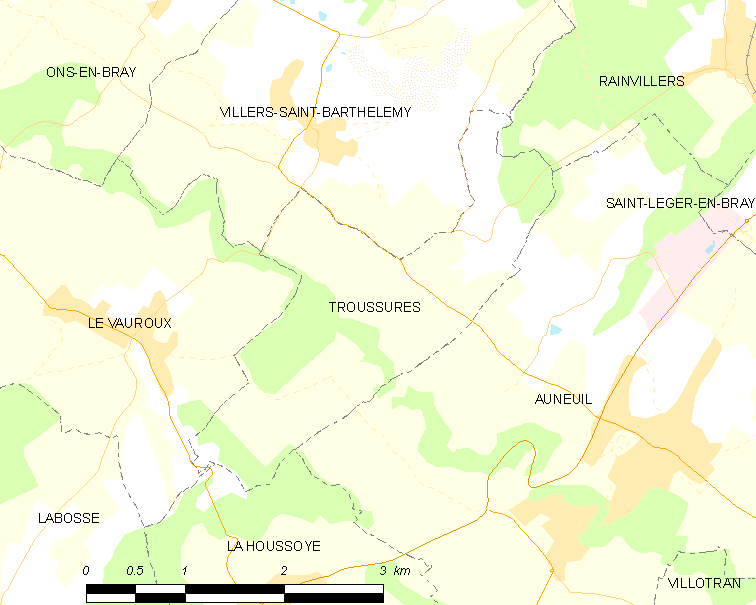
特鲁叙尔的OSM定位图

特鲁叙尔的时区为UTC+01:00、UTC+02:00（夏令时）。

## 行政
特鲁叙尔的邮政编码为60390，INSEE市镇编码为60649。

## 政治
特鲁叙尔所属的省级选区为博韦第二县。

## 人口

1962-2008年间特鲁叙尔人口变化图示

特鲁叙尔于2018年1月1日时的人口数量为185人。